# Rubus cuneifolius
Rubus cuneifolius är en rosväxtart som beskrevs av Frederick Traugott Pursh. Rubus cuneifolius ingår i släktet rubusar, och familjen rosväxter. Inga underarter finns listade i Catalogue of Life.

## Bildgalleri

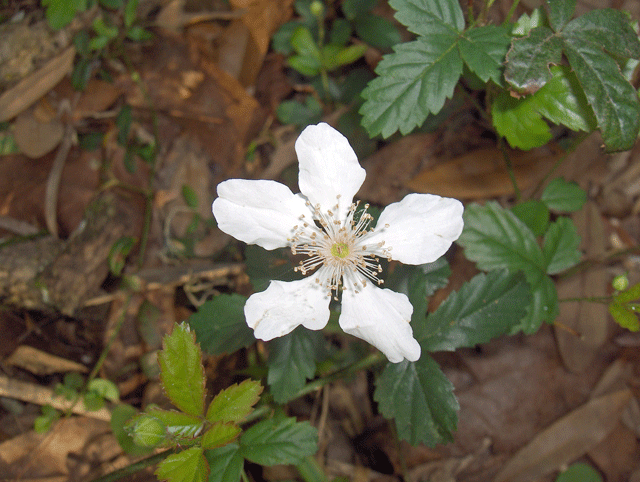